# Vitaliano Borromeo
Vitaliano Borromeo (Milão, 3 de março de 1720 - Roma, 7 de junho de 1793) foi um cardeal do século XVIII

## Biografia
Nasceu em Milão em 3 de março de 1720, às 15 horas, na paróquia de S. Maria Podone. Terceiro filho de Giovanni Benedetto Borromeo, conde de Arona, e Clelia del Grillo, dos marqueses de Chiarofonte. Os outros irmãos eram Renato, Giulia, Maria, Francesco e Giustina. Ele foi batizado em casa pelo reitor da paróquia assim que nasceu; mais tarde, foi batizado na igreja e recebeu o nome de Vitaliano Carlo Filippo. Tio do cardeal Giovanni Archinto (1776), por parte de mãe. Sobrinho-neto do cardeal Giberto Borromeo, sênior (1652). Sobrinho-neto do cardeal Giberto Bartolomeo Borromeo (1717). Tio-avô do Cardeal Edoardo Borromeo (1868). Outros cardeais da família foram Carlo Borromeo (1560); Federico Borromeo, Sr. (1587); e Federico Borromeo, Jr. (1670).
Em fevereiro de 1733, ingressou no Collegio dei Nobili , Milão; mais tarde, em 1735, foi para Roma estudar no Jesuíta Collegio Romano ; por fim, estudou na Universidade de Pavia, onde obteve o doutorado in utroque iure , direito canônico e civil, em 20 de outubro de 1745; durante seus estudos em Pavia, residiu no Collegio Borromeo .
Terminados os estudos, foi para Veneza em 1744. Em seguida, foi para Roma seguir a carreira de prelatário. Referendário dos Tribunais da Assinatura Apostólica de Justiça e da Graça, 2 de setembro de 1745. Prelado doméstico de Sua Santidade, 1745. Vice-legado em Bolonha, de 10 de abril de 1747 até fevereiro de 1754. Em 1747, fez exercícios espirituais para preparar si mesmo para o sacerdócio.
Ordenado em dezembro de 1747. Nomeado consultor da Suprema SC da Inquisição Romana e Universal e dos Ritos da SC em dezembro de 1753. De 1754 a 1756, foi vigário da basílica patriarcal da Libéria, Roma.
Eleito arcebispo titular de Tebe em 16 de fevereiro de 1756. Consagrada em 22 de fevereiro de 1756, igreja de S. Carlo al Corso, Roma, pelo cardeal Giorgio Doria, auxiliado por Niccolo Lercari, arcebispo titular de Rodi, e por Giovanni Battista Giampe, titular bispo de Filippopoli. Nomeado núncio na Toscana em 16 de março de 1756; chegou a Florença em 29 de abril de 1756. Em setembro de 1759, foi informado de sua transferência para a nunciatura em Viena. Nomeado núncio na Áustria em 10 de dezembro de 1759. Depois de uma longa estada em Milão, o Núncio Borromeo chegou a Viena em 24 de agosto de 1760; e foi recebido na corte imperial no dia 2 de outubro seguinte. Abade commendatario de Ss. Ippolito e Gabriele em Trigoli; de Ss. Pietro e Paolo e Calogero, Civate, outubro de 1758; e de Chiaravalle, janeiro de 1764 a 1775.
Criado cardeal sacerdote no consistório de 26 de setembro de 1766; com um breve apostólico datado de 1º de outubro de 1766, o papa lhe enviou o barrete vermelho em Viena; ele deixou Viena em setembro de 1767; ele permaneceu em Milão por um período de descanso e voltou a Roma no outono de 1768; recebeu o chapéu vermelho em 17 de novembro de 1768; e o título de S. Maria in Aracoeli, 19 de dezembro de 1768. Legado na Romagna, 19 de dezembro de 1768, por um triênio; tomou posse à revelia em 1º de janeiro de 1769; chegou em 4 de julho de 1769; confirmado por mais um triênio em 13 de março de 1775; deixou Ravenna em 5 de julho de 1778; após uma breve estada em Milão, voltou definitivamente a Roma. Participou do conclave de 1769, que elegeu o Papa Clemente XIV. Participou no conclave de 1774-1775, que elegeu o Papa Pio VI. Prefeito da SC da Imunidade Eclesiástica, julho de 1781 até sua morte. Optou pelo título de S. Prassede, 15 de dezembro de 1783. Abade commendatario de Dulzago, 1787?. Membro da SS. CC. do Santo Ofício, Conselho Tridentino, Indulgências e Sagradas Relíquias, e delle Acque. Deputado para a correção dos livros orientais. Após a eclosão da Revolução na França, ele foi convidado a integrar, junto com os cardeais Gian Francesco Albani, Leonardo Antonelli, Filippo Campanelli, Guglielmo Pallotta e Gregorio Salviati, a Congregação para os Assuntos da França, que deveria examinar a situação que se seguiu à promulgação da Constituição Civil do Clero; e orientou as duras decisões do papa. Protetor da Ordem dos Frades Menores Capuchinhos, 17 de setembro de 1790. Protetor das letras e dos literatos; dos convittrici de Bambino Gesù ; e de várias igrejas e congregações. Protetor da igreja de S. Carlo dei Milanesi, Roma. Seu secretário por vinte e sete anos até sua morte foi o padre Giovanni Mugnozzi.
Morreu em Roma em 7 de junho de 1793, às 22 horas, de febre muito alta, com sintomas indicativos de inflamação aguda dos pulmões. Exposto e sepultado no seu título, S. Prassede, onde também se realizou o funeral. Em seu testamento, datado de 25 de maio de 1788, nomeou como herdeiro universal o Istituto delle Povere Figlie delle Scuole della Divina Carità , Roma; e caso não observasse as normas que ele havia estabelecido, o Osppedale Maggiore de Milão. 